# Coppa Anglo-Italiana 1992-1993
La Coppa Anglo-Italiana 1992-1993 (in inglese Anglo-Italian Inter-League Clubs Competition 1992-1993) fu la 16ª edizione del torneo, che tornò dopo 6 anni di assenza ospitando squadre professionistiche. 
Il trofeo fu vinto dalla Cremonese allenata da Luigi Simoni.

## Fase eliminatoria a gironi

### Gruppo A
| Squadra            | P.ti | G | V | N | P | GF | GS | DR |
| ------------------ | ---- | - | - | - | - | -- | -- | -- |
| 1. Brentford       | 12   | 4 | 4 | 0 | 0 | 7  | 2  | +5 |
| 2. Portsmouth      | 9    | 4 | 3 | 0 | 1 | 6  | 5  | +1 |
| 3. Birmingham City | 7    | 4 | 2 | 1 | 1 | 4  | 5  | -1 |
| 4. Bari            | 6    | 4 | 2 | 0 | 2 | 7  | 3  | +4 |
| 5. Lucchese        | 4    | 4 | 1 | 1 | 2 | 5  | 4  | +1 |
| 6. Ascoli          | 4    | 4 | 1 | 1 | 2 | 4  | 6  | -2 |
| 7. Newcastle Utd   | 2    | 4 | 0 | 2 | 2 | 3  | 7  | -4 |
| 8. Cesena          | 1    | 4 | 0 | 1 | 3 | 3  | 7  | -4 |

| 11 novembre 1992 | Ascoli | 1 – 3 | Brentford |  |

| 11 novembre 1992 | Birmingham City | 1 – 0 | Bari |  |

| 11 novembre 1992 | Lucchese | 1 – 1 | Newcastle Utd |  |

| 11 novembre 1992 | Portsmouth | 2 – 0 | Cesena |  |

| 24 novembre 1992 | Bari | 3 – 0 | Portsmouth |  |

| 24 novembre 1992 | Brentford | 1 – 0 | Lucchese |  |

| 24 novembre 1992 | Newcastle Utd | 0 – 1 | Ascoli |  |

| 2 dicembre 1992 | Cesena | 1 – 2 | Birmingham City |  |

| 8 dicembre 1992 | Bari | 3 – 0 | Newcastle Utd |  |

| 8 dicembre 1992 | Birmingham City | 1 – 1 | Ascoli |  |

| 8 dicembre 1992 | Cesena | 0 – 1 | Brentford |  |

| 8 dicembre 1992 | Portsmouth | 2 – 1 | Lucchese |  |

| 16 dicembre 1992 | Ascoli | 1 – 2 | Portsmouth |  |

| 16 dicembre 1992 | Brentford | 2 – 1 | Bari |  |

| 16 dicembre 1992 | Lucchese | 3 – 0 | Birmingham City |  |

| 16 dicembre 1992 | Newcastle Utd | 2 – 2 | Cesena |  |

### Gruppo B
| Squadra         | P.ti | G | V | N | P | GF | GS | DR |
| --------------- | ---- | - | - | - | - | -- | -- | -- |
| 1. Cremonese    | 10   | 4 | 3 | 1 | 0 | 9  | 4  | +5 |
| 2. Derby County | 9    | 4 | 3 | 0 | 1 | 10 | 3  | +7 |
| 3. Tranmere     | 7    | 4 | 2 | 1 | 1 | 4  | 3  | +1 |
| 4. West Ham Utd | 7    | 4 | 2 | 1 | 1 | 3  | 2  | +1 |
| 5. Pisa         | 4    | 4 | 1 | 1 | 2 | 4  | 7  | -3 |
| 6. Reggiana     | 4    | 4 | 1 | 1 | 2 | 2  | 6  | -4 |
| 7. Cosenza      | 3    | 4 | 1 | 0 | 3 | 3  | 6  | -3 |
| 8. Bristol City | 1    | 4 | 0 | 1 | 3 | 6  | 10 | -4 |

| 11 novembre 1992 | Bristol City | 0 – 2 | Cosenza |  |

| 11 novembre 1992 | Cremonese | 2 – 0 | West Ham Utd |  |

| 11 novembre 1992 | Derby County | 3 – 0 | Pisa |  |

| 11 novembre 1992 | Reggiana | 0 – 0 | Tranmere |  |

| 24 novembre 1992 | Cosenza | 0 – 3 | Derby County |  |

| 24 novembre 1992 | Pisa | 4 – 3 | Bristol City |  |

| 24 novembre 1992 | Tranmere | 1 – 2 | Cremonese |  |

| 24 novembre 1992 | West Ham Utd | 2 – 0 | Reggiana |  |

| 8 dicembre 1992 | Bristol City | 1 – 2 | Reggiana |  |

| 8 dicembre 1992 | Cosenza | 0 – 1 | West Ham Utd |  |

| 8 dicembre 1992 | Derby County | 1 – 3 | Cremonese |  |

| 8 dicembre 1992 | Pisa | 0 – 1 | Tranmere |  |

| 16 dicembre 1992 | Cremonese | 2 – 2 | Bristol City |  |

| 16 dicembre 1992 | Reggiana | 0 – 3 | Derby County |  |

| 16 dicembre 1992 | Tranmere | 2 – 1 | Cosenza |  |

| 16 dicembre 1992 | West Ham Utd | 0 – 0 | Pisa |  |

## Semifinali
| Squadra 1 | Totale | Squadra 2    | Andata | Ritorno |
| --------- | ------ | ------------ | ------ | ------- |
| Brentford | 5 - 5  | Derby County | 3 - 4  | 2 - 1   |
| Cremonese | 6 - 3  | Bari         | 4 - 1  | 2 - 2   |

### Andata
| Brentford 27 gennaio 1993 | Brentford | 3 – 4 | Derby County | Griffin Park |

| Cremona 3 febbraio 1993 | Cremonese | 4 – 1 | Bari | Stadio Giovanni Zini |

### Ritorno
| Derby 3 febbraio 1993 | Derby County | 1 – 2 | Brentford | Baseball Ground |

| Bari 17 febbraio 1993 | Bari | 2 – 2 | Cremonese | Stadio San Nicola |

## Finale
| Londra 27 marzo 1993                                                                  | Cremonese | 3 – 1          | Derby County | Wembley |
| \| \| \| \| \| Verdelli 11’ Maspero 49’ Tentoni 83’ \| Marcatori \| 23’ Gabbiadini \| |           |                |              |         |
|                                                                                       |           |                |              |         |
| Verdelli 11’ Maspero 49’ Tentoni 83’                                                  | Marcatori | 23’ Gabbiadini |              |         |